# Керала Варма IV
Керала Варма IV — індійський монарх, який правив Кочійським царством від 1851 до 1853 року.

## Життєпис
Був молодшим братом свого попередника Рами Варма XIII. Невдовзі після сходження на престол Керала Варма вирушив у подорож Британською Індією, відвідавши Коїмбатур, Бенгалуру, Пуне, Індаур і Варанасі. У Варанасі він підхопив віспу, від якої й помер 1853 року.